# Regatul Cerului
Regatul Cerului (titlu original: Kingdom of Heaven) este un film epic din 2005 regizat de Ridley Scott după un scenariu de William Monahan. În rolurile principale joacă actorii Orlando Bloom, Eva Green, Jeremy Irons, David Thewlis, Brendan Gleeson, Marton Csokas, Liam Neeson, Edward Norton, Ghassan Massoud, Khaled El Nabawy și  Alexander Siddig. Acțiunea filmului are loc în timpul cruciadelor din secolul al XII-lea.
Un fierar dintr-un sat francez merge să ajute Regatul Ierusalimului în apărarea sa împotriva sultanului  Ayyubid musulman Saladin, care se luptă pentru a recupera orașul din mâinile creștinilor după bătălia de la Hattin. Scenariul filmului este o portretizare puternic fictivă a vieții lui Balian de Ibelin (cca. 1143-1193).

## Distribuție
- Orlando Bloom ca Balian de Ibelin (franceză Balian d'Ibelin)
- Eva Green ca Sibila a Ierusalimului
- Jeremy Irons ca Raymond III de Tripoli
- David Thewlis - Cavaler Ospitalier
- Brendan Gleeson ca Raynald de Châtillon
- Marton Csokas ca Guy de Lusignan
- Liam Neeson ca Godfrey de Ibelin
- Edward Norton ca Balduin al IV-lea al Ierusalimului
- Ghassan Massoud ca Saladin
- Khaled El Nabawy ca Mullah
- Alexander Siddig ca Imad ad-Din al-Isfahani
- Ulrich Thomsen ca Gerard de Ridefort
- Jon Finch ca Patriarh catolic al Ierusalimului, bazat pe Patriarhul Heraclius al Ierusalimului
- Iain Glen ca Richard I al Angliei
- Velibor Topic ca Almaric
- Kevin McKidd ca soldat englez
- Jouko Ahola ca Odo
- Michael Sheen ca Preot

## Vezi și
- Listă de filme despre războaie din Evul Mediu
- Talismanul, roman de Walter Scott